# Sinfonía n.º 55 (Haydn)

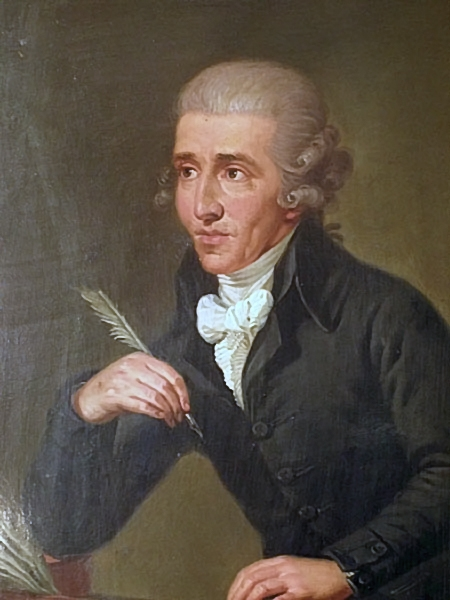
Haydn hacia 1770.

La Sinfonía n.º 55 en mi bemol mayor, Hob. I:55, también conocida como El profesor o en alemán Der Schulmeister, fue compuesta por Joseph Haydn en 1774.

## Historia
La producción sinfónica del maestro austríaco puede dividirse a grandes rasgos en tres bloques temporales: el primer bloque (1757-1761) se corresponde con su periodo al servicio del conde Carl von Morzin (n.º 1 - n.º 5); el segundo bloque en la corte Esterházy (1761-1790 pero con la última sinfonía para el público de Esterházy en 1781); y el tercer bloque (1782-1795) comprende las Sinfonías de París (n.º 82 - n.º 87) y las Sinfonías de Londres (n.º 93 - n.º 104). El 1 de mayo de 1761 el compositor firmó su contrato como vice-kapellmeister (más tarde kapellmeister) de la familia Esterházy, que nominalmente duró 48 años, hasta su muerte.
La composición de esta pieza se desarrolló en 1774. Se conserva el manuscrito autógrafo fechado en ese año. El sobrenombre El profesor o Der Schulmeister, como los de otras sinfonías de Haydn, no proviene del propio compositor. Según el musicólogo H. C. Robbins Landon, a pesar de que el manuscrito autógrafo de Haydn de la sinfonía no contiene referencia a este título, la obra ha sido conocida por este nombre desde principios del siglo XIX. Landon sugiere que el ritmo con puntillo del segundo movimiento hace referencia al dedo desaprobador de un profesor y señala que en el catálogo de las obras de Haydn que el compositor ayudó a hacer en los últimos años de su vida, hay un fragmento de un Divertimento en re perdido que contiene un ritmo con puntillo similar titulado "Der verliebte Schulmeister" (el profesor enamorado). Landon sigue imaginándose la situación y propone que el segundo movimiento de la sinfonía las secciones marcadas como semplice representan el profesor "estricto y pedante" y las secciones en dolce muestran el mismo profesor inundado de amor.

## Instrumentación
La partitura está escrita para una orquesta formada por:
- Viento madera: 2 oboes y 2 fagotes.
- Viento metal: 2 trompas.
- Cuerda: una sección de cuerdas con 2 violines, viola, violonchelo y contrabajo.
- Teclado: clavecín como bajo continuo.

En aquella época se solía emplear un fagot para amplificar la voz del bajo, incluso sin una notación separada. En cuanto a la participación del clavecín como bajo continuo en las sinfonías de Haydn existen diversas opiniones entre los estudiosos: James Webster se sitúa en contra; Hartmut Haenchen a favor; Jamie James en su artículo para The New York Times presenta diferentes posiciones por parte de Roy Goodman, Christopher Hogwood, H. C. Robbins Landon y James Webster. A partir de 2019 la mayor parte de las orquestas con instrumentos modernos no utiliza el clavecín como continuo. No obstante, existen grabaciones con clavecín en el bajo continuo realizadas por: Trevor Pinnock (Sturm und Drang Symphonies, Archiv, 1989-1990); Nikolaus Harnoncourt (n.º 6–8, Das Alte Werk, 1990); Sigiswald Kuijken (incluidas las Sinfonías de París y Londres; Virgin, 1988-1995); Roy Goodman (Ej. n.º 1-25, 70-78, 82-87; Hyperion, 2002).

## Estructura y análisis
La sinfonía consta de cuatro movimientos:
- I. Allegro di molto, en mi bemol mayor 3
4
- II. Adagio, ma semplicemente, en si bemol mayor 2
4
- III. Menuet – Trio, en mi bemol mayor 3
4
- IV. Finale. Presto, en mi bemol mayor 2
4

La interpretación de esta obra dura aproximadamente entre 20 y 25 minutos. Se encuentra entre las sinfonías más conservadoras y menos arriesgadas de Haydn en el periodo comprendido entre 1771 y 1774. A lo largo de su espléndida y prolífica carrera, con al menos ciento cuatro sinfonías, es de esperar que no todas sus obras de este género sean auténticas obras maestras que abran nuevos caminos a cada paso. Esto no quiere decir que esta obra no esté bien estructurada; de hecho, está construida con elegancia. Pero la obra retrocede al estilo más antiguo de la escritura sinfónica en contraposición al estilo clasicista. La hipótesis es que esta obra podría ser una reacción a las posibles objeciones de la corte Esterházy al dramatismo de Haydn en su uso del estilo Sturm und Drang en piezas escritas también en este periodo, como las Sinfonías n.º 52, n.º 54 y n.º 56. Esta época se caracterizó por la experimentación. Haydn, que ya era un compositor magistral, se esforzaba por crear algo nuevo y emocionante en cada obra.

### I.Allegro di molto
El primer movimiento, Allegro di molto, está escrito en la tonalidad de mi bemol mayor, en compás de 3/4 y sigue la forma sonata. El movimiento de apertura, aunque relativamente conservador en su conjunto, contiene la técnica relativamente nueva, y ejecutada con éxito, de la falsa recapitulación. Tras 31 compases de desarrollo, Haydn parece emprender la recapitulación del primer tema, pero, en el estilo ingenioso que caracterizaría al Haydn tardío, se desvía hacia el desarrollo durante un largo periodo (más de 30 compases) antes de llegar a la verdadera conclusión. No obstante, a excepción de esto, el movimiento carece en cierto modo de material temático/melódico, así como de las audaces excursiones armónicas que se encuentran en obras contemporáneas (como las Sinfonías n.º 52 y n.º 54).

### II.Adagio, ma semplicemente
El segundo movimiento, Adagio, ma semplicemente, está en si bemol mayor y en compás de 2/4. El movimiento lento es sin duda el más potente de esta obra. Emplea la estructura de tema con siete variaciones. En lugar de la forma binaria redondeado aplicada en muchas sinfonías anteriores, esta forma se reutilizaría a menudo y se convertiría en una muy importante para sus últimas sinfonías, como la Sinfonía n.º 94 "Sorpresa". Aunque no es demasiado temático, el elegante estilo utilizado aquí es precursor de obras posteriores más maduras. Siguiendo la indicación semplicemente, el tema es bastante sencillo y consta de dos partes. Hay un contraste entre las variaciones marcadas staccato (temas 2 y 3) y las que son más legato (1, 4 y 5). Las variaciones se repiten dos veces (tema con variación 1, variación 3 con variación 4) dado que en la primera mitad de las dos variaciones se siguen por la segunda mitad de cada. Ambas veces esto se hace para contrastar una variación en staccato con una en legato. Durante la mayor parte, el movimiento es para las cuerdas en sordina, con notables aportaciones de los vientos en la segunda variación así como el uso del tutti en la séptima variación que sirve para recapitular el movimiento.

### III.Menuet– Trio
El tercer movimiento, Menuet – Trio, está en si bemol mayor y en compás de 3/4. El trío está orquestado para violonchelo y dos violines solistas. Durante este periodo, Haydn a menudo batalló con el movimiento del minueto. Aunque poseía la destreza para elaborar siempre una obra bien construida, procuraba también lograr algo más interesante, ya fuera desde el punto de vista armónico, melódico o formal, como ocurre en la Sinfonía n.º 46. Por desgracia, esta obra pertenece al tipo de minueto y trío bien elaborados pero bastante típicos.

### IV.Finale. Presto
El cuarto y último movimiento, Finale. Presto, retoma la tonalidad inicial y el compás es 2/4. El Finale es una mezcla de variaciones y forma rondó. Como Haydn era un maestro artesano, no cabe duda de que este Finale está bien confeccionado. Pero es bastante derivativo y carece de inventiva temática y melódica. Esto es comprensible, ya que es una copia exacta de un Finale anterior, el de la Sinfonía n.º 42. Como resultado este movimiento, al igual que la sinfonía, aunque bastante erudito, parece un paso atrás en este periodo de la vida de Haydn.